# Altoona (Washington)
Pour les articles homonymes, voir Altoona.
Altoona  est une census-designated place américaine de l'État de Washington dans le comté de Wahkiakum. 
La population était de 39 habitants en 2010.